# Geocapromys brownii
El conejo jamaicano (Geocapromys brownii), también conocido como la jutía jamaicana, es un mamífero terrestre que se encuentra en las zonas rocosas y boscosas de Jamaica y es endémico de la isla. Está en el orden Rodentia y la familia Capromyidae.
Está relacionado con las jutías y más distantemente con los conejillos de indias. Es el único mamífero terrestre nativo existente en Jamaica además de los murciélagos.

## Descripción
El conejo jamaicano es generalmente del tamaño de un conejo de cola de algodón, y los adultos maduros suelen pesar entre 1 y 2 kg. Es de color marrón rojizo / marrón amarillento y tiene un tamaño de aproximadamente 330 a 445 mm de longitud. Tiene la cola más pequeña de todas las especies del género (aproximadamente 45 mm). Tiene una cabeza grande (la más grande en el género), patas cortas, cola corta y orejas y cuello cortos, lo que le da una apariencia algo rechoncha. Tiene incisivos grandes y robustos y pómulos de hipsodonte. 

## Distribución y hábitat
Geocapromys brownii solo ocurre en Jamaica, principalmente en los lugares más remotos y las regiones montañosas. Se han encontrado desde tan al este como las montañas John Crow y Blue Mountains de Portland y St. Thomas en el este de la isla, hasta el oeste como Harris Savannah y las montañas Brazilletto.

## Ecología y comportamiento
Las hutias jamaicanas son mamíferos casi exclusivamente nocturnos. Como recolectores nocturnos, se alimentan de una gran variedad de alimentos, incluidas las frutas, las raíces expuestas, la corteza y el follaje de muchas especies de plantas diferentes. Solo se han visto raramente en su estado silvestre, y esto a menudo ha llevado a la creencia de que son extremadamente raros. Sin embargo, esto no es cierto, ya que la evidencia de sus actividades nocturnas es muy abundante. A pesar de la afirmación anterior, la disminución de la población silvestre de los hutia jamaiquinos ha llevado a su inclusión en la lista roja de especies en peligro de extinción de la UICN. ( http://oldredlist.iucnredlist.org/details/9001/0 (enlace roto disponible en Internet Archive; véase el historial, la primera versión y la última).)
Las observaciones de especímenes cautivos indican que las hutias jamaicanas no construyen sus propios nidos. Tienen fuertes interacciones sociales entre individuos relacionados, que pueden incluir arreglos mutuos, juegos y vocalizaciones suaves cuando no están en contacto físico entre sí. Tienen una postura semi-plantígrado, y son excelentes escaladores y saltadores, a menudo usan sus incisivos frontales para agarre y palanca.

## Reproducción
Poco se sabe de cómo se reproduce la hutia jamaicana en la naturaleza, pero las observaciones de especímenes cautivos muestran que la hembra alcanza la madurez en aproximadamente un año, mientras que los machos tienden a alcanzar la madurez a una edad algo mayor. Las hembras generalmente dan a luz y tienen un promedio de 2 camadas por año, con aproximadamente dos crías por camada. El período promedio de gestación es de 123 días. Los jóvenes nacen extremadamente precoces y pueden caminar al nacer y comer alimentos para adultos dentro de las 30 horas posteriores al nacimiento.